# André Dupin
André Marie Jean Jacques Dupin (Varzy, 1783. február 1. – Páris, 1875. november 10.) francia politikus és jogtudós, Charles Dupin és Philippe Dupin bátyja.

## Élete
1806-ban jogi doktor lett, 1815-ben Château-Chinonban képviselővé választották. Ellenezte azt, hogy Róma királyát trónörökössé kiáltsák ki és kiadta De la libre défense des accusés (Páris, 1815) című nagy feltűnést keltett munkáját. A két Berryer-vel (Pierre-Nicolas Berryer és Pierre-Antoine Berryer) együtt megbízták, hogy Ney marsallt védje és később (1825-29) a szabadelvű párt ügyvédje lett. 1827-től tagja volt a képviselőháznak, 1830-ban a 221-ek feliratának előadója volt. A júliusi forradalom után a burzsoázia pártjára állt, La révolution de 1830 (anonim, Páris 1832) című munkájában a forradalom jogosultságát bizonyította és annál a kérdésnél, hogy a király VII. Fülöp nevet viseljen-e, azt állította, hogy az orléans-i herceget nem azért hívták meg a trónra, mert Bourbon, hanem dacára annak, hogy Bourbon. Minthogy ellensége volt a klubnak, a kormány őt a minisztertanács tagjává, a királyi magántanács és a semmítőszék főprokuratorává nevezte ki. Dupint 1832-ben az akadémia tagjai közé választotta. A képviselőház nyolcszor ruházta rá az elnöki tisztet, melyet ő 1848 február 24-ig egész addig az időpontig viselt, amikor a nép berontott és a képviselőket szétkergette. Nem sokkal ezelőtt tett azon indítványa, hogy az orléansi hercegnőt régensül proklamálják, a zavarokban nem volt foganatosítható. Dupin tagja volt a konstituáló és a törvényhozó testületnek, ez utóbbi elnökké választotta. Állásában újra megérte a parlament erőszakos feloszlattatását a Napóleon-féle államcsíny által (1851. december 2.). Amikor az Orléans-vagyonok konfiskálására vonatkozó rendelet megjelent, beadta a semmítőszéknél lemondását és a nyilvánosságtól visszavonult. Mint az ún. gallikán szabadságok erélyes pártolója, 1854-ben Montalembert-rel nagy feltűnést keltő vitába keveredett. 1857-ben III. Napóleon alatt a semmítőszéknél a főprokurátori tisztet újra elfoglalta. Mint praktikus jogászt nagyra becsülték.

## Jogi munkái
- Libertés de l'Église gallicane (Páris, 1824)
- Glossaire de l'ancien droit français (Laboulayejel, 1846)
- Opuscules de jurisprudence (1851)
- Réquisitoires, plaidoyers et discours de rentrée (14 kötet, 1834-73)
- Mémoires (1855-61)